# Guido Aretinski
Guido Aretinski (talijanski: Guido iz Arezza, Guido d'Arezzo, Guido Aretinus, Guido da Arezzo, Guido Monaco) (* oko 991. - oko † 1050.) bio je srednjovjekovni glazbeni teoretičar i pedagog.
Guido Aretinski je utemeljitelj suvremenog notnog načina zapisivanja glazbenih djela, čime je zamijenio dotadašnji neprecizni neumatski način zapisa glazbe.
Njegov traktat o glazbi Micrologus, bio je vrlo popularan po srednjovjekovnim samostanima i među izvođačima koralne glazbe.

## Životopis i djelo
Svoje redovništvo otpočeo je u benediktinskom samostanu u Pomposi, na obali Jadrana blizu Ferrare. Tamo je uočio teškoće koje pjevači gregorijanskih korala imaju s učenjenjem novih i pamćenjem starih melodija.
On je izmislio metodu da se u kratkom vremenu nauči melodija koji trebaju otpjevati, pa je vrlo brzo postao poznat diljem sjeverne Italije. Međutim na taj način je navukao neprijateljstvo drugih redovnika iz samostana na sebe, tako da mu nije preostalo ništa drugo nego da se preseli u Arezzo. On je ustvari prihvatio poziv biskupa iz Arezza Tedalda, koji ga je pozvao da vodi kaderalni zbor. Arezzo tada nije imao samostan, ali je imao veliku skupinu pjevača u katedrali, koje je trebalo uvježbavati.
Da bi svojim učenicima olakšao pamćenje nota i melodija Guido je u Arezzu razvio nove tehnike za učenje, poput predhodnice notnog zapisa i solfeggio sustava do-re-mi.  On je dao imena pojedinačnim tonovima, prvih šest tonova u ljestvici imenovao je prvim slogovima stihova iz himne Ut queant laxis (Himna sv. Ivana Krstitelja). Ti slogovi su: ut, re, mi, fa, sol, la. Ton si je kasnije dobio ime analognim putem.
Prije Guida postojale su neume (nastale u 8. stoljeću) kojima se pokušavalo (vrlo neprecizno) odrediti položaj tonova. Prvi veliki korak u razvoju neuma je pojava crvene linije u notnom zapisu koja je predstavljala žicu na nekom instrumentu. Ta linija je označavala ton f. Međutim, uz pomoć te linije se zapravo moglo odrediti tri tona (jedan na liniji, jedan iznad, te jedan ispod linije). Vremenom se dodala i druga linija koja je najčešće bila žute boje i koja je označavala ton c. Kasnije se između ove dvije linije dodavala i crna linija na kojoj se bilježio ton a.
Zasluga Guida Aretinskog je to što je on konačno odredio poziciju neuma u sustavu od četiri crte (odnosno u prazninama između njih), dokinuvši time nestalnost u dotadašnjoj notaciji. Četiri crte u notnom sustavu su za to vrijeme bile dovoljne da se glazbeno zabilježi gregorijanski koral.
Guido Aretinski je izmislio i Guidonsku ruku (pedagoško mnemotehničko pomagalo), koja je služila pjevačima da se lakše prisjete melodije koju trebaju otpjevati.
Njegov traktat o glazbi Micrologus, privukao je i pozornost pape Ivana XIX, koji je pozvao Guida u Rim. Najvjerojatnije je otišao u Rim oko 1028., ali se i vrlo brzo vratio u Arezzo, zbog lošeg zdravstvenog stanja. Nakon toga se o njemu vrlo malo zna, pretpostavlja se da je tad završio liturgijsku knjigu Antifona 1030. g., koja je kasnije izgubljena

## Vanjske poveznice
- LZMK / Proleksis enciklopedija: Guido Aretinski (G. Aretinus)
- O Guidu Aretinskom na Katoličkoj Enciklopediji